# Hirtenberg
Hirtenberg is een gemeente in de Oostenrijkse deelstaat Neder-Oostenrijk, gelegen in het district Baden. De gemeente heeft ongeveer 2300 inwoners.

## Geografie
Hirtenberg heeft een oppervlakte van 1,47 km². Het ligt in het noordoosten van het land, in de buurt van de hoofdstad Wenen.

## Galerij

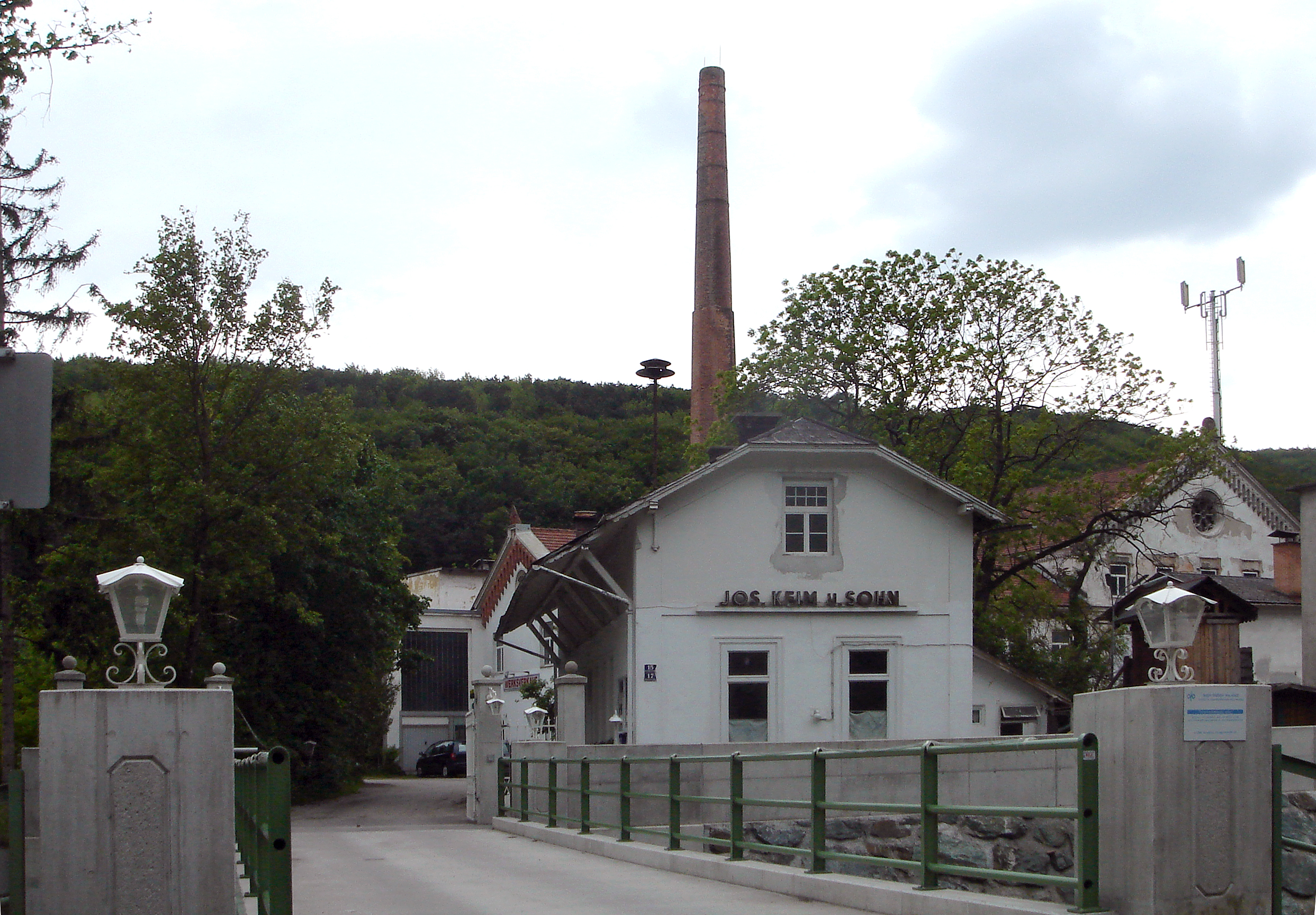
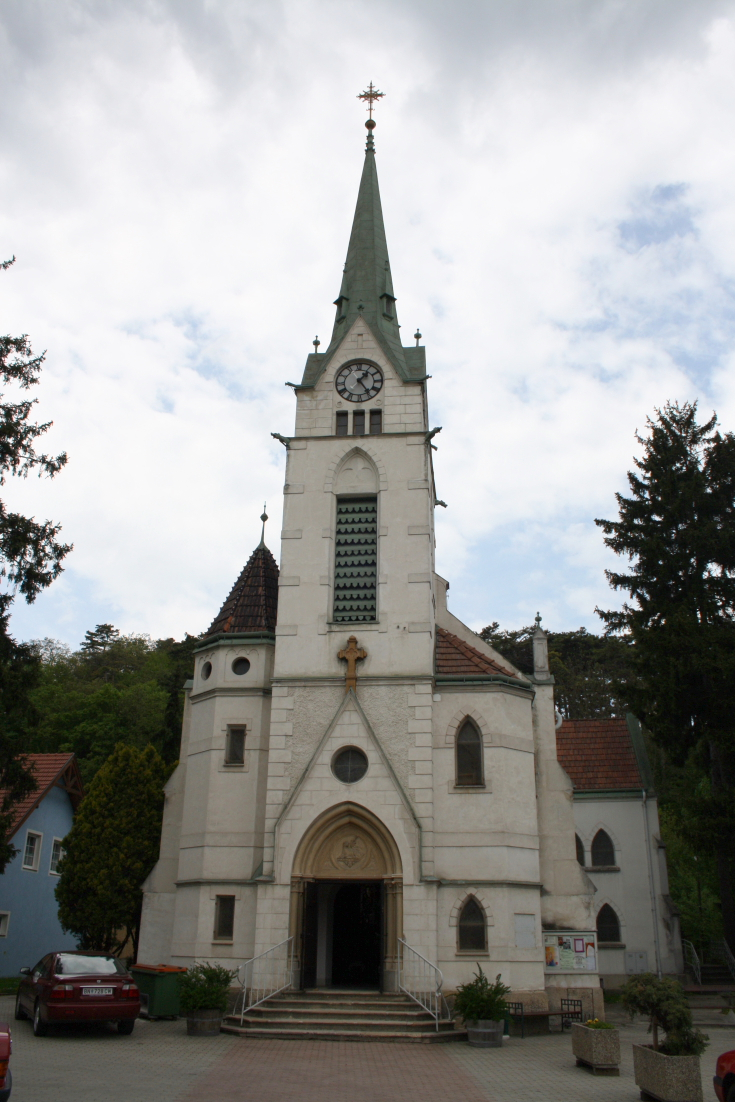
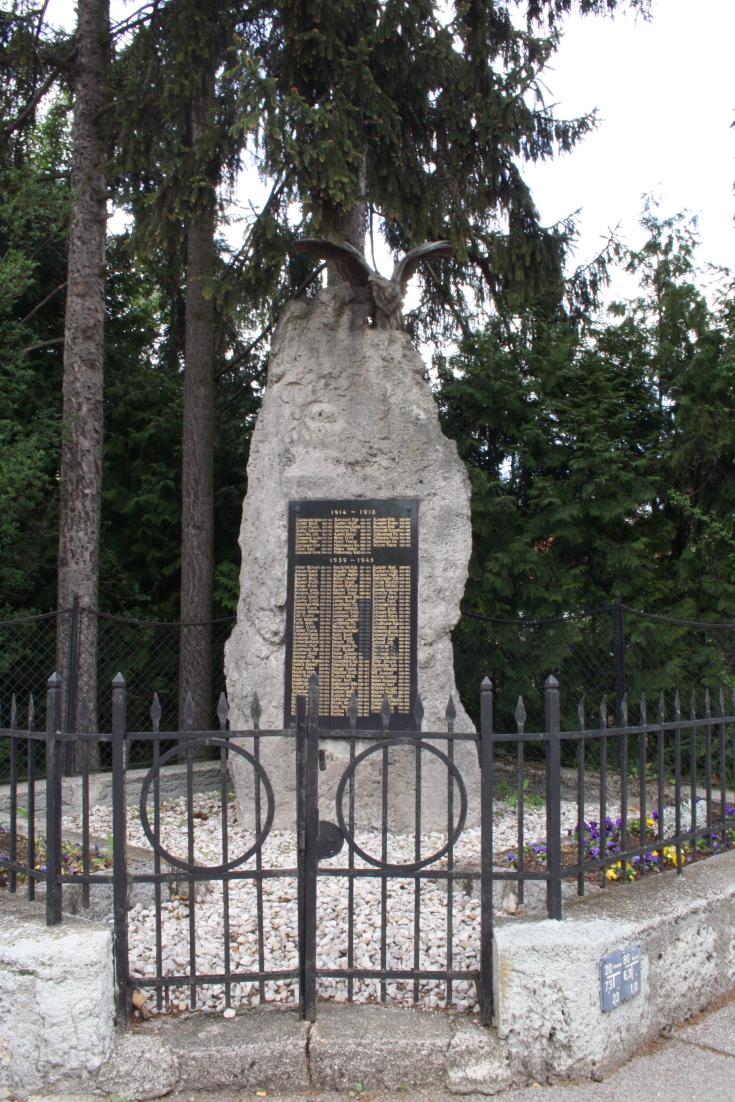

Alland · Altenmarkt an der Triesting · Baden · Bad Vöslau · Berndorf · Blumau-Neurißhof · Ebreichsdorf · Enzesfeld-Lindabrunn · Furth an der Triesting · Günselsdorf · Heiligenkreuz · Hernstein · Hirtenberg · Klausen-Leopoldsdorf · Kottingbrunn · Leobersdorf · Mitterndorf an der Fischa · Oberwaltersdorf · Pfaffstätten · Pottendorf · Pottenstein · Reisenberg · Schönau an der Triesting · Seibersdorf · Sooß · Tattendorf · Teesdorf · Traiskirchen · Trumau · Weißenbach an der Triesting
- Gemeinsame Normdatei: 4499597-0
- Nationale Bibliotheek van Tsjechië: xx0175883
- Nationale Bibliotheek van Israël: 987011555167505171
- Virtual International Authority File: 241204986